# تعليم صانع
التعليم الصانع (مصطلح صاغه ديل دوجيرتي في عام 2013) يرتبط ارتباطًا وثيقًا بتعلم العلوم والتكنولوجيا والهندسة والرياضيات، وهو نهج للتعلم القائم على حل المشكلات والقائم على المشاريع والذي يعتمد على الخبرات التعليمية العملية والتعاونية كوسيلة لحل مشاكل حقيقية. غالبًا ما يطلق الأشخاص الذين يشاركون في التصنيع على أنفسهم اسم "صناع" للحركة الصانعة ويطورون مشاريعهم في مساحات التصنيع، أو استوديوهات التطوير التي تؤكد على النماذج الأولية وإعادة توظيف الأغراض الموجودة في خدمة إنشاء اختراعات أو ابتكارات جديدة. ثقافيًا، ترتبط مساحات العمل داخل المدارس وخارجها بالتعاون والتدفق الحر للأفكار. في المدارس، يؤكد تعليم المصنّعين على أهمية الخبرة التي يقودها المتعلم، والتعلم متعدد التخصصات، والتدريس من نظير إلى نظير، والتكرار، ومفهوم "الفشل إلى الأمام"، أو فكرة أن التعلم القائم على الخطأ أمر بالغ الأهمية لعملية التعلم والنجاح النهائي للمشروع.